# Kèn bầu
Een kèn bầu is een variant van de kèn, een blaasinstrument met dubbel riet dat in de traditionele Vietnamese muziek wordt gebruikt. Wat de constructie en het geluid betreft, lijkt de kèn bầu erg op de Chinese suona en de Koreaanse taepyeongso. Er bestaan verschillende formaten kèn bầu. De kèn bầu was het belangrijkste instrument dat werd gebruikt voor de hofmuziek in Huế.

## Constructie
Het instrument heeft een conische buis van hardhout met zeven vingergaten. In tegenstelling tot zijn Chinese en Koreaanse tegenhangers heeft de kèn bầu een afneembare belvormige voet van nangkahout die in de vorm van een kalebas is gesneden. Waarschijnlijk werd deze voet oorspronkelijk ook uit een kalebas vervaardigd, maar is men overgegaan op hout omdat dat duurzamer is. Aan de bovenkant zit een koperen buisje met het dubbele riet.

## Speeltechniek
Een kèn bầu-speler maakt gebruik van circulaire ademhaling en veel soorten versieringen, zoals vibrato en glissando.

## Etymologie
Kèn betekent hobo en bầu kalebas, en verwijst zo naar de belvormige voet. De naam van de Vietnamese eensnarige citer đàn bầu, die oorspronkelijk ook een uit een kalebas vervaardigd deel had, verwijst ook naar dit woord.